# 札幌市立信濃小学校
札幌市立信濃小学校（さっぽろしりつ しなのしょうがっこう）は、札幌市厚別区厚別中央4条にある公立小学校。
また、本記事は隣接する「信濃公園」も取り扱う。

## 概要

### 教育目標[1]
- 考える子（知）…よく考え、進んで学ぶ子の育成
- 力を合わせる子（情）…友だちと仲良くし、力を合わせる子の育成
- やりぬく子（意）…何事も一生けんめいやりとげる子の育成
- じょうぶな子（体）…心も体も健やかな子の育成

### 校歌[2]
- 作詞:坂本亮
- 作曲:渡部日出雄

### 各階概要
現在は4階建ての校舎で、階段が緑階段、ピンク階段、黄階段とある。
- 1F:5年生教室、職員室、体育館など
- 2F:1年生教室、特別支援学級（いずみ学級）、図書室など
- 3F:2年生教室、3年生教室、音楽室など
- 4F:4年生教室、6年生教室など

## 沿革
- 1888年（明治21年） - 少人数の私塾ができる。[3]
- 1893年（明治26年） - 塾生が増えたため、3年制の信濃簡易教育所設置。初代校長が任命された日が、開校記念日となる。[3]
- 1896年（明治29年） - 信濃尋常小学校となる。[3]
- 1913年（大正2年） - 信濃尋常高等小学校となる。[3]
- 1934年（昭和9年） - 校章制定。[3]
- 1941年（昭和16年） - 信濃国民学校と改称。[3]
- 1947年（昭和22年） - 白石村立信濃小学校となり、高等科は札幌市立信濃中学校として分離。[3]
- 1950年（昭和25年） - 札幌市に併合し札幌市立信濃小学校となった。[3]
- 1968年（昭和43年） - 下野幌（現：札幌市立青葉小学校）小学校開校、327名移籍。[3]
- 1973年（昭和48年） - 札幌市立共栄小学校開校、48名・札幌市立北都小学校開校、7名移籍。[3]
- 1977年（昭和52年） - 札幌市立ひばりが丘小学校開校、473名移籍。[3]
- 1985年（昭和60年） - 札幌市立厚別西小学校開校、658名移籍。[3]
- 1994年（平成6年） - 石彫「DONGURI」完成。[3]

## 学校周辺
- 信濃公園
- 厚別中央まちづくりセンター
- 信濃交番
- 厚別信濃郵便局
- 信濃神社 (札幌市)
- 厚別ふれあい循環バス「厚別中央まちづくりセンター」バス停
- JR厚別駅
- 北海道道325号厚別停車場線

## 児童会館・中学校

### 児童会館
しなの児童会館→学校から徒歩約15分ほどであり、北海道札幌東商業高等学校付近に所在している。

### 中学校
札幌市立信濃中学校が、主な進学先となる。学校から徒歩約10分ほど。

## 学区
- 厚別中央3条1 - 6丁目
- 厚別中央4条2 - 6丁目
- 厚別中央5条1 - 6丁目

## 信濃公園
信濃公園（しなのこうえん）は、北海道札幌市厚別区厚別中央4条3丁目に所在する公園である。

### 沿革
- 1974年（昭和49年） - 信濃小学校用地と分離し、信濃公園となった。[3]
- 2015年（平成27年） - 藤棚を改修。[3]